# Blazno resno slavni
Blazno resno slavni je mladinski roman iz zbirke Blazno resno slovenske pisateljice Dese Muck. Zgodba pripoveduje o lepotah in pasteh snemanja filma, problematiki odvisnosti od slave in zvezdništva, o ljubezni do filma in seveda o nepozabnem prijateljstvu. Skozi oči najstnika, ki igra glavno vlogo v mladinskem filmu, avtorica prikaže vse sladkosti in pasti igralskega poklica, hkrati pa nas sooči z zakulisjem in komičnimi situacijami, ki spremljajo snemanje filma. Razkriva notranjosti filmske industrije.

## Vsebina
Grega je rdeče-las 13-letni fant, ki je v svojem telesnem razvoju kar malce zaostal. A se mu kljub temu nekega dne nasmehne sreča in dobi vlogo v novem slovenskem filmu 'Krvava njiva'. Prvi dan v 'Kekec filmu' Gregor spozna soigralce in vseskozi premišljuje o tem, kako njegovo mesto zagotovo ni v filmu. Prvih nekaj scen mu igranje ne gre najbolje, a postaja vse boljši in boljši. Vmes se tudi zaljubi v soigralko, obišče nekaj zabav na katerih si naredi grozno sramoto, poleg vsega pa mu mama sledi na vsakem koraku, a vseeno vztraja. Snemanje filma večkrat prekinejo zaradi sabotaž teroristične skupine 'Žrtve slovenskega filma'. Kmalu odkrijejo, da je eden od zaposlenih v 'Kekec filmu' član te skupine.
Glavna igralca filma 'Krvava njiva', Gregor in Veronika, sta povabljena na radijsko oddajo 'Ful žur', v katero pokliče član 'Žrtev slovenskega filma' in kritizira film 'Krvava njiva'. Nastop v oddaji 'TV mularija' zopet prekine član teroristične skupine in zagrozi z bombo, ki jo bo aktiviral, če ne bodo upoštevali postavljenih zahtev. Po oddaji se izkaže, da bombe sploh ni in da se je nekdo samo šalil. Izkaže se, da je član 'Žrtev slovenskega filma' sam gospod Ferderber (glavni pri snemanju filma), ki je hotel dobiti od zavarovalnice odškodnino za film 'Krvava njiva'. Situacija se dobro razreši. Ferderber dobi zasluženo kazen, Gregor pa priložnost za nov film 'Mrtva brajda'.
Skozi zgodbo najstniški junak ob pomoči režiserja Hijacinta spozna, da je cena za slavo in zvezdništvo včasih precej visoka, a da jo je vredno plačati, saj je ustvarjanje filma navkljub številnim zapletom in neprijetnostim še zmeraj čarobno. Predvsem pa je pomembno zanj, saj med snemanjem osebnostno dozori in se sprejme v vsej svoji drugačnosti in enkratnosti.

## Podatki o knjigi
- Uredil: Vasja Cesar

- Ilustrural: Matej De Cecco

- Opremil: Pavle Učkar

- Lektoriral: Mario Galunič

Založba Mladinska knjiga, Ljubljana 1998